# Szyłgale (gmina)
Szyłgale – dawna gmina wiejska istniejąca na przełomie XIX i XX wieku w guberni suwalskiej. Siedzibą władz gminy były Szyłgale (lit. Šilgaliai), a następnie Juszkokajmie.
Za Królestwa Polskiego gmina Szyłgale należała do powiatu władysławowskiego w guberni suwalskiej (od 1867).
Po odzyskaniu niepodległości przez Polskę i Litwę powiat władysławowski na podstawie umowy suwalskiej wszedł 10 października 1920 w skład Litwy.
- Gmina Szyłgale, [w:] Słownik geograficzny Królestwa Polskiego, t. XII: Szlurpkiszki – Warłynka, Warszawa 1892, s. 109.